# Yunis Abdelhamid
Yunis Abdelhamid (Montpellier, 28 settembre 1987) è un calciatore francese naturalizzato marocchino, difensore del FAR Rabat.

## Caratteristiche tecniche
È un difensore centrale.

## Carriera

### Club
È cresciuto nelle giovanili del Lattes e dell'Arles-Avignon. Ha fatto il suo debutto con la prima squadra di quest’ultimo il 16 dicembre 2011, partendo da titolare nella trasferta di Ligue 2 pareggiata 0-0 contro il Sedan.
Il 25 luglio 2014 si trasferisce al Valenciennes, con cui debutta il 1º agosto, nella trasferta di Ligue 2 persa 2-0 sul campo del Gazélec Ajaccio.
Il 1º luglio 2016 va al Digione, con cui debutta il 13 agosto, partendo da titolare nella partita casalinga di Ligue 1, persa 0-1 contro il Nantes.
Dopo una sola stagione al Digione, il 1º luglio 2017 si trasferisce allo Stade Reims, con cui fa il suo esordio il 28 luglio, da titolare nella trasferta di campionato vinta per 0-1 contro il Nîmes.
Il 5 luglio 2024 si trasferisce al Saint-Étienne.

### Nazionale
Ha esordito con la nazionale marocchina il 4 settembre 2016 in occasione del match vinto 2-0 contro il São Tomé e Príncipe.

## Statistiche

### Presenze e reti nei club
Statistiche aggiornate al 20 settembre 2024.
| Stagione             | Squadra              | Campionato | Campionato | Campionato | Coppe nazionali | Coppe nazionali | Coppe nazionali | Coppe continentali | Coppe continentali | Coppe continentali | Altre coppe | Altre coppe | Altre coppe | Totale | Totale |
| Stagione             | Squadra              | Comp       | Pres       | Reti       | Comp            | Pres            | Reti            | Comp               | Pres               | Reti               | Comp        | Pres        | Reti        | Pres   | Reti   |
| -------------------- | -------------------- | ---------- | ---------- | ---------- | --------------- | --------------- | --------------- | ------------------ | ------------------ | ------------------ | ----------- | ----------- | ----------- | ------ | ------ |
| 2011-2012            | Arles-Avignon        | L2         | 18         | 1          | CF+CdL          | 0               | 0               | -                  | -                  | -                  | -           | -           | -           | 18     | 1      |
| 2012-2013            | Arles-Avignon        | L2         | 34         | 2          | CF+CdL          | 2+3             | 0               | -                  | -                  | -                  | -           | -           | -           | 39     | 2      |
| 2013-2014            | Arles-Avignon        | L2         | 35         | 2          | CF+CdL          | 1+0             | 0               | -                  | -                  | -                  | -           | -           | -           | 36     | 2      |
| Totale Arles-Avignon | Totale Arles-Avignon |            | 87         | 5          |                 | 6               | 0               |                    | -                  | -                  |             | -           | -           | 93     | 5      |
| 2014-2015            | Valenciennes         | L2         | 38         | 1          | CF+CdL          | 4+1             | 0               | -                  | -                  | -                  | -           | -           | -           | 43     | 0      |
| 2015-2016            | Valenciennes         | L2         | 35         | 2          | CF+CdL          | 1+1             | 0               | -                  | -                  | -                  | -           | -           | -           | 37     | 2      |
| Totale Valenciennes  | Totale Valenciennes  |            | 73         | 3          |                 | 7               | 0               |                    | -                  | -                  |             | -           | -           | 80     | 0      |
| 2016-2017            | Digione              | L1         | 18         | 0          | CF+CdL          | 2+1             | 0               | -                  | -                  | -                  | -           | -           | -           | 21     | 0      |
| 2017-2018            | Stade Reims          | L2         | 35         | 4          | CF+CdL          | 1+2             | 0               | -                  | -                  | -                  | -           | -           | -           | 38     | 4      |
| 2018-2019            | Stade Reims          | L1         | 38         | 0          | CF+CdL          | 2+0             | 0               | -                  | -                  | -                  | -           | -           | -           | 40     | 0      |
| 2019-2020            | Stade Reims          | L1         | 28         | 3          | CF+CdL          | 1+4             | 0               | -                  | -                  | -                  | -           | -           | -           | 33     | 3      |
| 2020-2021            | Stade Reims          | L1         | 33         | 3          | CF              | 1               | 0               | UEL                | 1                  | 0                  | -           | -           | -           | 35     | 3      |
| 2021-2022            | Stade Reims          | L1         | 34         | 2          | CF              | 3               | 0               | -                  | -                  | -                  | -           | -           | -           | 37     | 2      |
| 2022-2023            | Stade Reims          | L1         | 37         | 1          | CF              | 3               | 0               | -                  | -                  | -                  | -           | -           | -           | 40     | 1      |
| 2023-2024            | Stade Reims          | L1         | 31         | 4          | CF              | 0               | 0               | -                  | -                  | -                  | -           | -           | -           | 31     | 4      |
| Totale Stade Reims   | Totale Stade Reims   |            | 254        | 17         |                 | 17              | 0               |                    | 1                  | 0                  |             | -           | -           | 272    | 17     |
| 2024-2025            | Saint-Étienne        | L1         | 10         | 0          | CF              | 0               | 0               | -                  | -                  | -                  | -           | -           | -           | 10     | 0      |
| Totale carriera      | Totale carriera      |            | 442        | 25         |                 | 33              | 0               |                    | 1                  | 0                  |             | -           | -           | 476    | 25     |

### Cronologia presenze e reti in nazionale
| Cronologia completa delle presenze e delle reti in nazionale ― Marocco | Cronologia completa delle presenze e delle reti in nazionale ― Marocco | Cronologia completa delle presenze e delle reti in nazionale ― Marocco | Cronologia completa delle presenze e delle reti in nazionale ― Marocco | Cronologia completa delle presenze e delle reti in nazionale ― Marocco | Cronologia completa delle presenze e delle reti in nazionale ― Marocco | Cronologia completa delle presenze e delle reti in nazionale ― Marocco | Cronologia completa delle presenze e delle reti in nazionale ― Marocco |
| Data                                                                   | Città                                                                  | In casa                                                                | Risultato                                                              | Ospiti                                                                 | Competizione                                                           | Reti                                                                   | Note                                                                   |
| ---------------------------------------------------------------------- | ---------------------------------------------------------------------- | ---------------------------------------------------------------------- | ---------------------------------------------------------------------- | ---------------------------------------------------------------------- | ---------------------------------------------------------------------- | ---------------------------------------------------------------------- | ---------------------------------------------------------------------- |
| 4-9-2016                                                               | Rabat                                                                  | Marocco                                                                | 2 – 0                                                                  | São Tomé e Príncipe                                                    | Qual. Coppa d'Africa 2017                                              | -                                                                      |                                                                        |
| 11-10-2016                                                             | Marrakech                                                              | Marocco                                                                | 4 – 0                                                                  | Canada                                                                 | Amichevole                                                             | -                                                                      | 85’                                                                    |
| 22-3-2019                                                              | Blantyre                                                               | Malawi                                                                 | 0 – 0                                                                  | Marocco                                                                | Qual. Coppa d'Africa 2019                                              | -                                                                      |                                                                        |
| 26-3-2019                                                              | Tangeri                                                                | Marocco                                                                | 0 – 1                                                                  | Argentina                                                              | Amichevole                                                             | -                                                                      | 61’                                                                    |
| 12-6-2019                                                              | Marrakech                                                              | Marocco                                                                | 0 – 1                                                                  | Gambia                                                                 | Amichevole                                                             | -                                                                      | 46’ 90+5’                                                              |
| 16-6-2019                                                              | Marrakech                                                              | Marocco                                                                | 2 – 3                                                                  | Zambia                                                                 | Amichevole                                                             | -                                                                      | 60’                                                                    |
| 6-9-2019                                                               | Marrakech                                                              | Marocco                                                                | 1 – 1                                                                  | Burkina Faso                                                           | Amichevole                                                             | -                                                                      |                                                                        |
| 11-10-2019                                                             | Oujda                                                                  | Marocco                                                                | 1 – 1                                                                  | Libia                                                                  | Amichevole                                                             | -                                                                      |                                                                        |
| 15-11-2019                                                             | Rabat                                                                  | Marocco                                                                | 0 – 0                                                                  | Mauritania                                                             | Qual. Coppa d'Africa 2021                                              | -                                                                      | 69’                                                                    |
| 9-10-2020                                                              | Rabat                                                                  | Marocco                                                                | 3 – 1                                                                  | Senegal                                                                | Amichevole                                                             | -                                                                      | 55’                                                                    |
| 13-10-2020                                                             | Rabat                                                                  | Marocco                                                                | 1 – 1                                                                  | RD del Congo                                                           | Amichevole                                                             | -                                                                      |                                                                        |
| 14-10-2023                                                             | Abidjan                                                                | Costa d'Avorio                                                         | 1 – 1                                                                  | Marocco                                                                | Amichevole                                                             | -                                                                      | 90+4’                                                                  |
| 17-10-2023                                                             | Agadir                                                                 | Marocco                                                                | 3 – 0                                                                  | Liberia                                                                | Qual. Coppa d'Africa 2023                                              | -                                                                      | 65’                                                                    |
| 11-1-2024                                                              | San-Pédro                                                              | Marocco                                                                | 3 – 1                                                                  | Sierra Leone                                                           | Amichevole                                                             | -                                                                      | 46’                                                                    |
| 24-1-2024                                                              | San-Pédro                                                              | Zambia                                                                 | 0 – 1                                                                  | Marocco                                                                | Coppa d'Africa 2023 - 1º turno                                         | -                                                                      |                                                                        |
| 9-9-2024                                                               | Agadir                                                                 | Lesotho                                                                | 0 – 1                                                                  | Marocco                                                                | Qual. Coppa d'Africa 2025                                              | -                                                                      |                                                                        |
| Totale                                                                 |                                                                        | Presenze                                                               | 16                                                                     |                                                                        | Reti                                                                   | 0                                                                      |                                                                        |